# Élysée Frouin
Élysée Frouin est un homme politique français né le 5 août 1883 à Salignac (Gironde) et décédé le 12 janvier 1964 à Paris.

## Biographie
Propriétaire viticulteur, il est docteur en droit, et devient banquier au Crédit lyonnais. Conseiller municipal de Salignac, ancien combattant, il est député de la Gironde de 1919 à 1924, siégeant au groupe de l'Action républicaine et sociale. Il est secrétaire de la Chambre de 1922 à 1924. Il n'est pas réélu en 1924 et 1928 malgré le soutien de l'Union populaire républicaine de la Gironde.
Il devient maire de Bonzac de 1945 à 1947, et y reste conseiller municipal jusqu'en 1959.

### Sources
- « Élysée Frouin », dans le Dictionnaire des parlementaires français (1889-1940), sous la direction de Jean Jolly, PUF, 1960 [détail de l’édition]